# 邁克·赫卡比
迈克尔·戴尔·赫卡比（英語：Michael Dale Huckabee，1955年8月24日—），前阿肯色州州长（1996－2007年），擔任長達11年。

## 生平
生于阿肯色州霍普，父母是保守派南方民主黨人。父親曾任消防員和工程師，母親在煤氣公司擔任文員。

## 早期生活和教育
赫卡比是美南浸信會的教徒，曾經擔任牧師。赫卡比喜歡搖滾樂，自己組有搖滾樂團並演奏貝斯。
2003年赫卡比患上糖尿病，後來試圖減肥，成功減掉110磅（50千克）成為一時話題。赫卡比於此事後也一直倡導健康的生活方式。
赫卡比1974年5月25日與妻子珍妮結婚，有三個子女，大衛·赫卡比、約翰·馬可·赫卡比以及莎拉·赫卡比。

## 早期政治生涯
1993年11月20日至1996年7月15日擔任阿肯色州副州長。

## 阿肯色州州長
1996年7月16日，接替因牽涉民主黨前州長比爾·柯林頓白水門事件而辭職的前州長 Jim Guy Tucker，擔任阿肯色州州長，其後在1998年和2002年成功連任，任內改善經濟和減免稅收，成功鞏固共和黨在該州的票倉。他擔任州長長達11年，是該州目前在位最久的共和黨人州長。2005－2006年任州長協會主席。

## 參與總統選舉
2007年1月28日，赫卡比宣布參與2008年美國總統選舉的共和党初選。在2007年8月11日愛荷華州民調中，赫卡比得到2587票，約占18%。 後經計算，赫卡比平均為得到每票付出57.98美元，在前三位得票中最少。 同時，赫卡比還以查克·諾里斯為主題製作了宣傳視頻，吸引了很多人的注意力。後來他的另一個廣告則在聖誕節發佈，祝選民聖誕快樂，並說「聖誕節最重要的一件事是為耶穌基督慶祝生日。」因為此事，反對者批評他試圖在政治中摻雜宗教的成分。後在12月31日的記者招待會上，赫卡比用他1998年時的一句演講詞反駁說：「我希望我們能在這個警鐘已響起的時代讓我們的國家回歸基督的國度。」在2008年1月3日的愛荷華州初選中，赫卡比獲得了34%選票，他的對手米特·羅姆尼獲得25%；弗雷德·湯普森獲得13%；約翰·麥凱恩獲得13%，而榮·保羅獲得10%。赫卡比在共和黨總統初選中，贏得西弗吉尼亞州、喬治亞州、田納西州、阿肯色州和阿拉巴馬州。
2015年5月5日，赫卡比宣佈參與2016年美國總統選舉的共和党初選，是第6名正式宣佈參選的共和黨人，但隔年2月1日退選。

## 第二次特朗普政府
2024年11月12日，美國當選總統唐納德·特朗普提名赫卡比為下一任美國駐以色列大使。

## 政治立場
赫卡比是共和黨內的保守派人士，反對墮胎、同性婚姻和槍械管制。

## 外部連結
- 官方網站（页面存档备份，存于）